# チーチ&チョン スモーキング作戦
『チーチ&チョン スモーキング作戦』（Up in Smoke）は、1978年に製作されたアメリカの映画。全米年間興行収入成績第8位。日本語字幕は宍戸正。

## あらすじ
ペドロとマンの二人が、ロックバンド結成の資金稼ぎにマリファナ探しの旅に出るロードムービー。

## キャスト
- ペドロ：チーチ・マリン
- マン：トミー・チョン
- ステデンコ警部：ステイシー・キーチ

## その他
チーチ・マリン「批評家は過去のコンビを組んだコメディアンを引き合いに出す。例えば、ジャッキー・グリースンやディーン・マーティンは、酒をネタに演じていた。では君たちは？と言われ、堂々と『マリファナをネタに使いたい』と言ったら、批評家は呆れていたね。」